# Francis Figuereo
Francis Edward Figuereo Solís (ur. 29 marca 1970) – dominikański judoka. Olimpijczyk z Atlanty 1996, gdzie zajął trzynaste miejsce w wadze półlekkiej.

## Letnie Igrzyska Olimpijskie 1996
| Konkurencja | Eliminacje            | Repasaże                 | Klas. końcowa |
| Konkurencja | Przeciwnik I          | Przeciwnik I             | Miejsce       |
| ----------- | --------------------- | ------------------------ | ------------- |
| 65 kg       | Udo Quellmalz (GER) P | Israel Hernández (CUB) P | 13.           |